# Jérôme Doménech
Pour les articles homonymes, voir Domenech.
Jean Jérôme Domenech, né à Valence (Espagne) en  1516 et mort dans la même ville le 20 octobre 1592, est un prêtre jésuite espagnol du XVIe siècle, fondateur de collèges et confesseur du vice-roi de Sicile.

## Biographie
Fils de commerçant, il est prêtre et chanoine de la cathédrale de Valence lorsqu'il monte à Paris en 1535 pour y poursuivre des études. Lors d'un voyage à Bologne en 1538 il rencontre François Xavier, un des premiers compagnons d'Ignace de Loyola, qu'il choisit comme son confesseur.
Ayant vaincu l'opposition de ses proches, il entre le 24 septembre 1539 à Parme dans la Compagnie de Jésus naissante. Après une courte période de noviciat, Ignace de Loyola reçoit ses voeux religieux à Rome et l'envoie à Paris avec Pedro de Ribadeneyra pour y compléter sa formation. Sa carrière de fondateur de collèges commence alors. Tout d'abord il supervise la fondation de la résidence universitaire des jeunes jésuites auprès de l'Université. En 1546 il est envoyé pour ouvrir un nouveau collège à Bologne.
À Palerme (Sicile) en 1547 et devient confesseur du vice-roi de Sicile Juan de Vega. En même temps qu'il occupe la charge de provincial des Jésuites de la région, il participe à la fondation du collège de Messine, la première institution d'enseignement fondée par les Jésuites, et de Palerme.
De 1568 à 1571, il est recteur du Collège romain (qui deviendra l'Université grégorienne). En 1577, il retourne à Valence comme recteur du collège de la ville. En 1581, il participa à la IVe congrégation générale de son Ordre religieux comme délégué de la province d'Aragon.
Vers la fin de sa vie il se consacre à la mission auprès des morisques (musulmans d'Espagne convertis au catholicisme) du territoire de Valence, pastoralement négligés. Il encourage l'apprentissage de l'arabe et souhaite que les missionnaires envoyés pour les évangéliser plus profondément aient une vraie compréhension de leur culture et de leur langue.
A sa mort en 1592, il était le membre le plus âgé de la Compagnie de Jésus et avec Nicolas Bobadilla l'un des derniers jésuites de la première génération.